# Kage no Jitsuryokusha ni Naritakute!
The Eminence in Shadow (яп. 陰の実力者になりたくて!, Каге но Джіцурьокуша ні Нарітакуте!, Гепберн: Сходження в тіні) — японська серія ранобе, написана Дайсуке Айдзавою та проілюстрована Тозай. Вона почала виходити онлайн у травні 2018 року на вебсайті для публікації романів, створених користувачами, Shōsetsuka ni Narō. Пізніше права на серію придбала Enterbrain, яка публікує її з листопада 2018 року.
Адаптація у вигляді манґи з ілюстраціями Анрі Сакано публікується в журналі Comp Ace видавництва Kadokawa Shoten з грудня 2018 року. А з липня 2019 по 2023 рік в ньому ж публікувався спіноф історії Kage no Jitsuryokusha ni Naritakute! Shadow Gaiden (яп. 陰の実力者になりたくて！ しゃどーがいでん) від Сети Ю.
Аніме-серіал виробництва студії Nexus виходила в ефір з жовтня 2022 по лютий 2023 року. Другий сезон транслювався з жовтня по грудень 2023 року. Аніме-фільм під назвою «The Eminence in Shadow: Lost Echoes» був анонсований у грудні 2023 року.

## Сюжет
В сучасній Японії звичайний школяр мріяв стати героєм і рятувати всіх з тіні, але він розумів що в його світі він цього не зможе добитися. Тому попадає під вантажівку після чого він перероджується в іншому світі під іменем Сід Каґено. З часом він виявляє що в цьому світі є магія яка зможе реалізувати його мрію.
У дитячому віці він не показував якихось неймовірних талантів чи навичок, тому його родина яка була досить престижною залишили всі надії на його старшу сестру яка була майстерним магічним мечником, але ніхто не знав справжньої сили Сіда Кагено. Як тільки наставала темрява, він вирушав на полювання. Його жертвами ставали бандити, а в юному віці він без зусиль долав чоловіків, які були старшими за нього в кілька разів. Але того ж вечора він врятував ельфійську дівчину від бандитів і зцілив її від загадкової хвороби.. У відповідь на її запитання про те, що сталося, він розповідає їй історію про культу Дьяблоса, якому протистоїть відома їм таємна організація «Сад тіней», і про пошуки нащадків героїв минулого, які зможуть допомогти зупинити культ. Ельфійка, отримавши ім'я Альфа, починає вербувати нових членів для Саду, поступово збираючи цілу команду навколо Сіда, який використовує для операцій ім'я «Тінь», щоб боротися з культом.

## Персонажі
- Сід Каґено (シド・カゲノー, Shido Kagenō) — загадковий лідер таємної організації «Сад тіней», що діє у світі мечів і магії після його переродження. Захоплений образом тіньового брокера, він живе власними фантазіями, не підозрюючи, що його вигадки збігаються з реальністю, та присвячує своє життя досягненню мрії про абсолютну тіньову владу.
- Клер Каґено (クレア・カゲノー, Kurea Kagenō) — старша сестра Каґено Сіда. Вона студентка третього курсу Мідґарської королівської академії заклинань і спадкоємиця своєї родини. Вона постійно переживає за свого брата через його, здавалося б, байдуже ставлення та ігнорування свого майбутнього, аж до страждання від комплексу брата.
- Батько Сіда (シドの父, Oton Kagenō) — голова родини, барон Каґено з Королівства Мідґар, батько Каґено Клер і Каґено Сіда. Боягузливий і недбалий, він постійно ухиляється від своїх обов'язків, що призводить до зневаги з боку власної родини та конфліктів у стосунках.
- Мати Сіда (シドの母, Okan Kagenō) — мати Сіда та Клер, а також матріарх родини Кагено. Як і її чоловік, вона дворянинка, яка контролює земельний сектор у Королівстві Мідґар. Пані Каґено здається теплою та приємною на перший погляд, особливо щодо виховання своїх дітей, але може бути запальною та агресивною, якщо її виправдано спровокувати.

### Сад тіней
- Альфа (アルファ, Alpha) — друга із тіней «Саду тіней» і нащадок легендарного ельфа-героя Олів'єра. Вилікувана Каґено Сідом від одержимості демонами, вона стала першою його союзницею, присвятивши життя боротьбі з «культом Діаблоса» та залучивши до організації шістьох ключових членів, які склали «Сім тіней».
- Бета (ベータ, Beta) — третя із тіней «Саду тіней» і почесне друге місце серед «Семи тіней». Архівістка, відома як Нацуме Кафка, вона збирає інформацію для організації та віддано служить Тіні, готова на все заради виконання місії. Її спокійна публічна особистість приховує глибоку лояльність і емоційну прив'язаність до Тіні.
- Гамма (ガンマ, Gamma) — четверта із тіней «Саду тіней» і почесне третє місце серед «Семи тіней». Вона керує організацією завдяки своєму геніальному розуму, активно впроваджуючи технологічні та економічні інновації через компанію «Міцуґоші», яка є прикриттям для «Саду тіней». Попри відсутність бойових навичок, Гамма компенсує це неймовірною хитрістю та інтелектом, що робить її незамінною у стратегії та операціях.
- Дельта (デルタ, Delta) — п'ята із тіней «Саду тіней» і почесне четверта з «Семи тіней», найбільш фізично обдарована й жорстока в групі. Вона віддана Тіні, має садистські схильності та насолоджується боєм і полюванням, хоча її відсутність самоконтролю іноді створює проблеми в команді.
- Іпсилон (イプシロン, Epsilon) — шоста із тіней «Саду тіней» і займає почесне п'яте місце серед «Семи тіней», піаністка та композиторка, публічно відома як Шірон. Вона приєдналася до організації після вигнання, шукаючи помсту, а потім закохалася в Сіда, ставши відданою й турботливою підлеглою, хоча зберігає частину своєї гордості і має деякі комплекси через свою зовнішність.
- Дзета (ゼータ, Zeta) — сьома із тіней «Саду тіней» і займає почесне шосте місце серед «Семи тіней». Віддає перевагу подорожувати поодинці, збираючи розвідувальні дані.
- Ета (イータ, Eta) — восьма із тіней «Саду тіней» і займає почесне сьоме місце серед «Семи тіней». головна інженерка та творець сучасних технологій за допомогою «Тіньової мудрості». Її публічне ім'я — Ета Ллойд Райт, відома інноваторка, що отримала нагороду «Архітектор року». Спокійна та млява, вона має маніакальну відданість науці, що інколи призводить до бунтарської поведінки та непокори, хоча це не пов'язано з поганими намірами щодо її колег.

### Королівські сім'ї
- Роза Оріана (ローズ・オリアナ, Rose of Oriana) — колишня президентка студентської ради Королівської академії заклинань Мідґара та принцеса Королівства Оріана, яка приєдналася до «Саду тіней» після змови «культу Діаблоса». Під кодовим ім'ям Номер 666, вона стала королевою своєї країни після «Інциденту з чорною трояндою». Роза — добра, сильна, харизматична та самовіддана, з глибоким почуттям честі і відданості служінню. Вона вірить у захист слабших і поважає людей з непохитною рішучістю. Хоча народилася у знатній родині, вона не відчуває переваги перед простими людьми. Її захоплення фехтуванням як мистецтвом підсилюється після порятунку Сідом і його фехтувальних досягнень.
- Рафаель Оріана (オリアナ国王, Raphael Oriana) — король Королівства Оріана і батько Рози. В новелах і манзі його звуть Рафаель, а в аніме — Ґерк. Рафаель показав, що він мудрий і справедливий король, який буде робити те, що правильно, і протистояти злу, оскільки він відмовився віддати свою власну доньку Розу «культу Діаблоса» і навіть вирішив протистояти їм, роблячи все, щоб забезпечити захист своєї дочки.
- Айріс Мідґар (アイリス・ミドガル, Iris Midgar) — перша принцеса Королівства Мідґар і лідерка лицарського Ордену.
- Алексія Мідґар (アレクシア・ミドガル, Alexia Midgar) — друга принцеса Королівства Мідґар та студентка Королівської академії заклинань. Спочатку її стосунки з Сідом були лише фальшивими, щоб підсилити її «мафіозну» репутацію, але з часом вона розвинула щирі почуття до нього. Алексія виглядає добре вихованою, але насправді вона розпещена, агресивна та з погордою ставиться до інших, часто використовуючи гроші для маніпулювання ними. Вона має садистські нахили та часто підриває тих, кого вважає нижчими за себе, через заздрість до її сестри Айріс. Проте, завдяки часом, проведеному з Сідом, Алексія почала проявляти добрішу сторону та навіть повагу до нього. Вона здатна на самопожертву заради тих, кого любить. Оскільки її сестра Айріс стає більш психічно нестабільною, Алексія вирішує втрутитися і показати, що все ще любить і цінує її, навіть якщо її старша сестра цього не розуміє.

## Медіа

### Ранобе
Серію написав Дайсуке Айдзава, а ілюстрації створив Tōzai. Вона почала публікуватися онлайн у травні 2018 року на сайті для самостійних письменників Shōsetsuka ni Narō. У листопаді 2018 року права на серію були придбані Enterbrain, які видали шість томів. Ліцензію на англомовне видання отримала компанія Yen Press.
Ранобе слідує за веб-новелою з першого до третього тому, які охоплюють до 142 розділу веб-новели. Починаючи з четвертого тому, сюжет відхиляється від веб-новели та переходить до абсолютно іншої історії.
Причиною зміни сюжету в ранобе стало те, що автор врахував критику читачів щодо дій Сіда під час арки конфлікту Великої Торгової Компанії. У третьому томі лайт-новели було внесено необхідні зміни, надавши Сіду риси героїзму, адаптованого до сюжету. Відповідно, він зберігає свій образ «дурнуватого героя», а його дії пояснюються не злим умислом, а лише необізнаністю.
| - Пролог: Підготовка ідеальної сцени! - Глава 1: Початок посібника для Shadowbroker! - Глава 2: Прийняття ролі побічного персонажа в школі! - Глава 3: Мій офіційний початок як головного мозку в дії! - Глава 4: Дві сторони Shadow Garden?! | - Глава 5: Майстерність мирного життя нікчеми! - Глава 6: Сцена, де терористи захоплюють школу - Фінальна Глава: Моя ідея абсолютного командира тіней! - Хроніки Майстра Тіней, повна версія: Том 1 |

| - Пролог: До Ліндверму, Священної Землі! - Глава 1: Час на випробуваннях у богині! - Глава 2: Розслідування святині! - Глава 3: Коли справа нудна, час для вибухів! - Глава 4: Ця ситуація вимагає запитання "Хто це той хлопець?!" - Глава 5: Битва, щоб залучити тільки MVP! | - Глава 6: Майстер тіней завжди грає на піаніно під місячним світлом! - Глава 7: Покажемо трішки своїх сил! - Глава 8: Покажіть мої справжні можливості! - Фінальна Глава: Хто цей таємничий крутий тип?! - Хроніки Майстра Тіней, повна версія: Том 2 |

| - Пролог: Поїздка до Беззаконного Міста під час осінніх канікул! - Глава 1: Полювання на бандитів у Беззаконному Місті! - Глава 2: Штурм Кривавої Вежі! - Глава 3: Переслідування Кровавої Королеви! - Додаткова Глава: Польові нотатки про маленького брата — від молодшої Клер! | - Глава 4: Я знищу все і почну з нуля! - Глава 5: Друкування підроблених грошей, поки Міцугоші змагається з Великою Корпоративною Альянсом! - Глава 6: Оборот підроблених грошей! - Епілог: Той, хто знищить все і почне з нуля — з підробленими купюрами! - Хроніки Майстра Тіней, повна версія: Том 3 |

| - Пролог: Час війни в Королівстві Оріана! - Глава 1: Підрив весілля Рози Оріани! - Глава 2: Початок операції: Перешкода! - Глава 3: Зрив церемонії! - Додаткова Глава: Вихід модного вбивці бандитів! | - Глава 4: Луркінг у темряві в фантастичній Японії! - Глава 5: Схованки в Японії, як за старих часів!! - Глава 6: Щось пахне рибою… Але Майстер Тіней завжди розкриває справу! - Епілог: Ось він, справжній Майстер Тіней! - Хроніки Майстра Тіней, повна версія: Том 4 |

| - Пролог: Справа з викраденими студентами та не зовсім мирна академія! - Глава 1: Клер повертається, і її симптоми гірші, ніж будь-коли! - Глава 2: Ранок настав, і розгулявся насильник!! - Глава 3: Справа закрита, час для флешбеку! | - Глава 4: Мир у наш час! - Глава 5: Терористи знову атакують школу!! - Епілог: Я дозволю всьому світу згоріти, якщо це буде потрібно! - Хроніки Майстра Тіней, повна версія: Том 5 |

### Манґа
Адаптація у вигляді манґи з малюнками Анрі Сакано почала публікацію в сейнен-журналі Kadokawa Shoten Comp Ace 26 грудня 2018 року. Вона була зібрана у 14 томах.
| №  | Дата виходу (Японська) | ISBN (Японська)        |
| -- | ---------------------- | ---------------------- |
| 1  | 25 липня 2019          | ISBN 978-4-04-108471-7 |
| 2  | 24 вересня 2019        | ISBN 978-4-04-108683-4 |
| 3  | 25 червня 2020         | ISBN 978-4-04-109326-9 |
| 4  | 25 серпня 2020         | ISBN 978-4-04-109332-0 |
| 5  | 26 лютого 2021         | ISBN 978-4-04-111002-7 |
| 6  | 25 червня 2021         | ISBN 978-4-04-111564-0 |
| 7  | 26 березня 2022        | ISBN 978-4-04-112766-7 |
| 8  | 26 вересня 2022        | ISBN 978-4-04-112767-4 |
| 9  | 25 жовтня 2022         | ISBN 978-4-04-113066-7 |
| 10 | 25 листопада 2023      | ISBN 978-4-04-113250-0 |
| 11 | 26 травня 2023         | ISBN 978-4-04-113442-9 |
| 12 | 26 жовтня 2023         | ISBN 978-4-04-113634-8 |
| 13 | 24 травня 2023         | ISBN 978-4-04-113824-3 |
| 14 | 25 листопада 2023      | ISBN 978-4-04-113990-5 |

Спіноф манґи від Сети Ю, під назвою Kage no Jitsuryokusha ni Naritakute! Shadow Gaiden (яп. 陰の実力者になりたくて！ しゃどーがいでん, «The Eminence in Shadow! Shadow Side Story»), також публікувався в журналі Comp Ace з 26 липня 2019 року по 26 вересня 2023 року. Він був зібраний у шести томах.
| № | Дата виходу (Японська) | ISBN (Японська)        |
| - | ---------------------- | ---------------------- |
| 1 | 25 червня 2020         | ISBN 978-4-04-109327-6 |
| 2 | 26 лютого 2021         | ISBN 978-4-04-109333-7 |
| 3 | 26 березня 2022        | ISBN 978-4-04-112378-2 |
| 4 | 25 жовтня 2022         | ISBN 978-4-04-113040-7 |
| 5 | 26 травня 2023         | ISBN 978-4-04-113688-1 |
| 6 | 26 жовтня 2023         | ISBN 978-4-04-113689-8 |

### Аніме
Адаптація у вигляді аніме-телесеріалу була анонсована у четвертому томі ранобе 26 лютого 2021 року. Серіал виробляється студією Nexus та режисером Кадзуєю Накаші, сценарії пише Канічі Като, дизайн персонажів створює Макото Іно, а музику компонує Кенічіро Суехіро. Він транслювався з 5 жовтня 2022 року до 15 лютого 2023 року на AT-X та інших мережах. Початковою темою є пісня «Highest» від OxT, а кінцевою темою — «Darling in the Night» у виконанні Асамі Сето, Інорі Мінасе, Судзуко Міморі, Фейруз Ай, Хісако Канемото, Аяки Асай та Рейни Кондо.
Друга частина була анонсована під час прямих ефірів 22 лютого 2023 року, при цьому основний склад команди повернувся з попереднього сезону. Вона транслювалася протягом 12 епізодів з 4 жовтня по 20 грудня 2023 року. Початковою темою є пісня «Grayscale Dominator» від OxT, а кінцевою темою є пісня «Polaris in the Night» у виконанні Ікумі Хасеґави, Маая Учіди, Майю Мінямі та Рьоко Маекави.
Sentai Filmworks ліцензувала серіал для випуску в Північній Америці, і він доступний для перегляду на платформі Hidive.